# Michel Cardoni
Michel Cardoni, né le 10 avril 1943 à La Francheville (Ardennes), est un footballeur français.
Ce joueur emblématique de Sedan, a fait toute sa carrière comme milieu de terrain dans le club ardennais.

## Statistiques
- 376 matches et 53 buts marqués avec le CS Sedan-Ardennes toutes compétitions confondues
- 2 matches en Coupe de l'UEFA lors de la saison 1970-1971

## Palmarès
- International espoir en 1966
- Finaliste de la Coupe de France 1965 (avec l'UA Sedan-Torcy)
- Champion de France de Division 2 en 1972 (avec le CS Sedan-Ardennes)